# عقد 1660
عقد 1660 هو عقد امتد بين 1 يناير 1660 و31 ديسمبر 1669 بحسب التقويم الميلادي. سبقه عقد 1650 ولحقه عقد 1670.

## أحداث
- معركة كوبلكت (1663)
- معاهدة فسفار (1664)
- معركة طنجة (1664)
- معركة القديس كوتهارد (1664)
- معاهدة بريدا (1667)

## مواليد
- ماريا آنا فيكتوريا من بافاريا (1660)
- جورج الأول ملك بريطانيا العظمى (1660)
- دانيال ماروت (1661)
- ألماس محمد باشا (1661)

## وفيات
- دييغو فيلاثكيث (1660)
- ماري، الأميرة ملكية (1660)
- سرمد كاشاني (1661)
- ويليام أوتريد (1660)
- هنري ستيوارت دوق غلوستر (1660)
- فنسنت باول (1660)

## كتب
- Yves Denis Papin (1998). Chronologie de l'histoire ancienne. Lieu de publication non identifié: Éditions Jean-paul Gisserot. ISBN:2-87747-346-5. OCLC:40746926. مؤرشف من الأصل في 2022-03-16.
- موسوعة حضارة العالم (2002) لأحمد محمد عوف.

## روابط خارجية
- تصفح سنة بسنة عقد 1660 على موقع onthisday.com
- تصفح سنة بسنة عقد 1660 ابتداءً من سنة عقد 1660 على موقع المكتبة الوطنية الفرنسية